# TAKAMICHI SUMMER WORKS
『TAKAMICHI SUMMER WORKS』（たかみちサマーワークス）は、2011年8月19日に発売されたたかみちのデジタル原画集、映像作品。これとは別に、書籍媒体の画集であるFLOW COMICS『TAKAMICHI SUMMER WORKS』も発売された。

## 概要
これまでたかみちの書籍媒体での原画集はあったが、デジタル原画集はこれが初。たかみちの作風がデジタル重視ということもあり、本来の原画に近いものを見ることが出来る。高画質な映像を収録できるBlu-ray Discが採用され、DVD版は発売されていない。
原画集のほかにタカヒロ、兵頭一歩、鷹取兵馬各人による三篇の映像作品も収録されている。兵頭とは『かけら』シリーズ、鷹取とは『果てしなく青い、この空の下で…。』以来の共作となる。

## 映像作品
『セミ』（作家:タカヒロ）
- 主題歌「あなたと見ていた海」 歌・結香、作詞・室生あゆみ、作曲・池上ケイ、編曲・M.Henderson

『夏の帝国』（作家:兵頭一歩）
- 主題歌「リンク」 歌・あさな、作詞作編曲・void

『梅雨の終わりに』（作家：鷹取兵馬）
- 主題歌「宙（そら）」 歌・仲村瑠璃亜、作詞・仲村瑠璃亜、作編曲・吉田とおる

キャスト:植田佳奈、遠藤綾、小幡記子、門脇舞以、金元寿子、佐倉綾音、染井夕奈、竹達彩奈、田中理恵、沼倉愛美、早見沙織、久川綾、福原香織、槙口みき、日野聡、間島淳司